# Pamela Hensley
Pamela Gail Hensley (Los Angeles, 3 ottobre 1950) è un'attrice statunitense, attiva dal 1970 al 1985.

## Filmografia parziale

### Cinema
- Uomini e cobra (There Was a Crooked Man...), regia di Joseph L. Mankiewicz (1970)
- Phil il diritto (Making It), regia di John Erman (1971)
- Rollerball, regia di Norman Jewison (1975)
- Doc Savage, l'uomo di bronzo (Doc Savage: The Man of Bronze), regia di Michael Anderson (1975)
- Capitan Rogers nel 25º secolo (Buck Rogers in the 25th Century), regia di Daniel Haller (1979)
- The Nude Bomb, regia di Clive Donner (1980)
- A doppia esposizione (Double Exposure), regia di William Byron Hillman (1982)

### Televisione
- Kojak – serie TV, un episodio (1974)
- Incontro con l'assassino (Death Among Friends) – film TV (1975)
- Marcus Welby (Marcus Welby, M.D.) – serie TV, 24 episodi (1975-1976)
- Kingston - Dossier paura (Kingston: Confidential) – serie TV, 13 episodi (1977)
- L'uomo da sei milioni di dollari (The Six Million Dollar Man) – serie TV, 3 episodi (1977)
- Buck Rogers (Buck Rogers in the 25th Century) – serie TV, 4 episodi (1979-1980)
- 240-Robert – serie TV, 3 episodi (1981)
- Love Boat (The Love Boat) – serie TV, 2 episodi (1984)
- Matt Houston – serie TV, 67 episodi (1982-1985)